# Plateau Keli
Pour les articles homonymes, voir KELI.
Le plateau Keli est un complexe volcanique de Géorgie. Il est voisin du mont Kazbek, un autre volcan situé au nord-est, et du groupe volcanique Karbagin Oth situé au nord-ouest, dans le centre du Caucase. Il est composé de plusieurs stratovolcans, cônes de cendre, dômes de lave, fissures volcaniques et de lave dacitique et andésitique, culminant à 3 750 mètres d'altitude et qui se sont formés entre le début du Pléistocène et le début de l'Holocène.